# Claudio Scimone

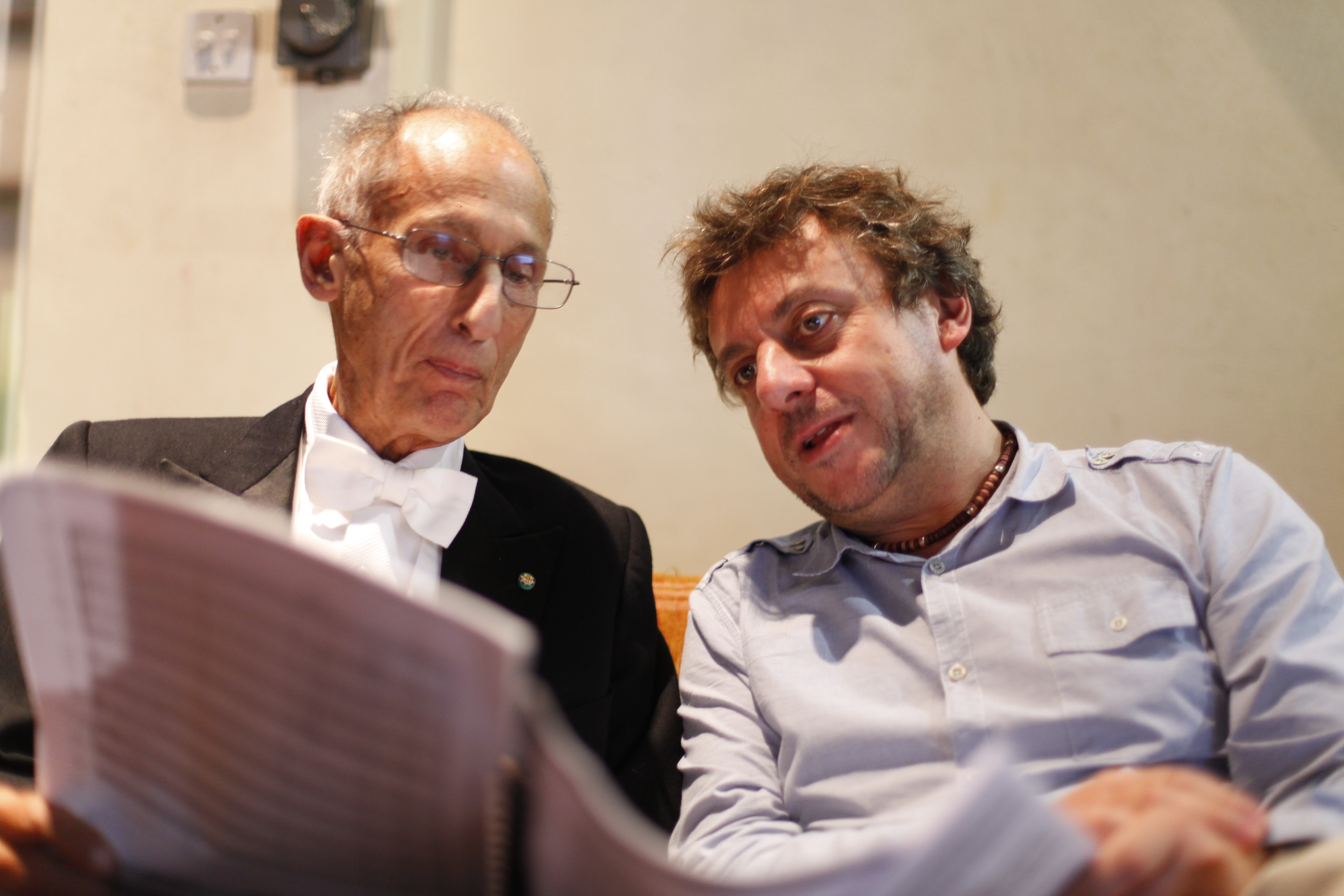
Claudio Scimone (links) in 2013

Claudio Scimone (Padua, 23 december 1934 - aldaar, 6 september 2018) was een Italiaans dirigent.

## Biografie
Na zijn studie bij Dimitri Mitropoulos en Franco Ferrara werd Scimone een internationaal bekende dirigent. Hij stond voor onder meer het Royal Philharmonic Orchestra in Londen en het Yomiuri Nippon Symphony Orchestra in Tokio. In 1959 richtte hij in Padua het kamerorkest I Solisti Veneti op, dat voornamelijk barokmuziek uitvoerde. Met dit orkest gaf hij meer dan 5000 concerten in alle continenten. Van 1979 tot 1986 was hij ook dirigent van het Gulbenkian-orkest in Lissabon, waarvan hij later eredirigent werd. In die periode leidde hij ook de eerste opvoeringen van de opera's Mosè in Egitto en Edipo a Colono van Rossini, Orlando Furioso van Vivaldi en Le Jugement Dernier van Salieri. Ook de symfonieën van Clementi dirigeerde hij als eerste in de moderne tijd.
Hij maakte zeer veel plaatopnames, met name met de Solisti Veneti, met wie hij het integrale werk van Albinoni en Vivaldi opnam. Hij maakte meer dan 350 platen met de belangrijkste orkesten ter wereld en met vooraanstaande solisten, onder anderen Jean-Pierre Rampal, Guy Touvron, Nathan Milstein, Chris Merrit, Sir James Galway, Salvatore Accardo, Uto Ughi, Marilyn Horne, Ruggero Raimondi, Cecilia Gasdia, Katia Ricciarelli en José Carreras. In de jaren zeventig nam hij met het Orchestre National de l'Opéra van Monte Carlo en in samenwerking met de gitarist Turibio Santos een aantal werken op van Joaquín Rodrigo, zoals het Concierto de Aranjuez en de Fantasia para un gentilhombre.
Hij was 27 jaar directeur van het Conservatorium "Pollini" in Padua en gaf lessen orkestdirectie aan het Conservatorium "Benedetto Marcello" in Venetië.

## Onderscheidingen
Scimone kreeg drie keer de "Grand Prix du Disque" van de Academie Charles Cros in Parijs, een Grammy Award in Los Angeles en de titel 'Cavaliere di Gran Croce, Ordine al merito' (Ridder van het Grootkruis, Orde van verdienste) met de gouden medaille van verdienste voor kunst en cultuur van de president van Italië in 2000. In 2008 ontving hij in Venetië samen met I Solisti Veneti de prijs 'Una vita nella musica - Arthur Rubinstein' ("Een leven in de muziek -Arthur Rubinstein"). De Universiteit van Padua verleende hem een eredoctoraat in de rechten.